# Lithium Dip
Der englischsprachige Begriff des Lithium Dip beschreibt eine Unterhäufigkeit des Elements Lithium in den Atmosphären von Hauptreihensternen mit Oberflächentemperaturen zwischen 6300 K und 6900 K. Die Häufigkeit von Lithium und teilweise auch Beryllium liegt um einen Faktor von bis zu 100 unter denen von Hauptreihensternen mit einer Temperatur von 300 K oberhalb und unterhalb der Grenze des Lithium Dips.
Lithium wird bei Temperaturen von 2,5 MK durch thermonukleare Reaktionen im Inneren von Sternen zerstört. Dies führt zu einer Abreicherung von Lithium während der Prä-Hauptreihenphase und wenn danach der Stern ein Unterriese ist. In diesen beiden Phasen reicht die Konvektionszone von der Oberfläche bis zum Kern, wodurch Lithium aus der Atmosphäre des Sterns im Kern zerstört wird. Der Lithium Dip tritt nicht bei jungen Sternen auf wie im offenen Sternhaufen der Plejaden.
Die Unterhäufigkeit an Lithium ist erheblich schwächer ausgeprägt bei Sternen in engen Doppelsternsystemen. In diesen Doppelsternen wird die ansonsten differentielle Rotation der Sterne durch Gezeitenkräfte aufgehoben und die Sterne rotieren in erster Näherung wie starre Körper. Daher wird vermutet, dass der Lithium Dip eine Folge einer rotationsangetriebenen Durchmischung (engl. rotationally-induced mixing) des Sterns ist, die durch die Standardmodelle der Sternentwicklung nicht vorhergesagt werden. Alternative Hypothesen führen den Lithium Dip auf Diffusion, Massenverluste durch Sternwinde und andere Formen der Durchmischung der Sterne zurück.